# Wyandot
Mit Wyandot / Wyandotte (in den USA) oder Wyandot / Wendat bzw. Huronn(e) (in Kanada) bezeichnet man heute eine sich nach den Biberkriegen (zwischen 1640 und 1701) neu formierende indianische Stammesgruppe aus versprengten, überwiegend irokesisch-sprachigen sowie einigen kleineren Algonkin-Stämmen. Zuerst waren diese verbündeten Stämme als Huron Petun Nation bekannt, ab 1700 wurden die heutigen Bezeichnungen in den Vereinigten Staaten und Kanada üblich.
Unter der (historischen) Bezeichnung Huronn(e), Hurons, Huron People oder Huronen versteht man die „Wendat/Huronen-Konföderation“ (ca. 1420 bis ca. 1650) aus vier verbündeten Stämmen, die seitens der Franzosen auch als „Nationen“ bezeichnet wurden, was bedeutet, dass sie getrennte politische und territoriale Einheiten waren, mit ähnlichen Kulturen, einem gemeinsamen Ursprung in der fernen Vergangenheit und ähnlichen, aber nicht identischen Sprachen. Die „Wendat/Huronen-Konföderation“ entwickelte sich aus einem losen Verteidigungsbündnis gegen ihren gemeinsamen Feind, die fünf Haudenosaunee-Nationen oder Irokesen-Liga südlich des Ontariosee (Ontarïio’ – „Der See ist groß, schön, prächtig“). Sie sprachen eine der irokesischen Sprachen.

## Name

### Wyandot/Wendat oder Huron/Huronen?
Um eine möglichst klare Trennung zwischen der historischen „Wendat/Huronen-Konföderation“ und den aus dieser teilweise hervorgegangen heutigen „Wyandot/Wendat“-Stämmen bzw. First Nations zu machen, wird im Artikel die Bezeichnung Huronn(e), Hurons, Huron People oder Huronen für die „Konföderation“ vor ihrer Vernichtung und Zerschlagung durch die Irokesen gebraucht (bis 1650) und die Bezeichnung Wyandot, Wyandotte nach der Neuorganisation (Ethnogenese) der einzelnen versprengten Stämme (ab 1700).
Die sprachlich-kulturell und politisch eng verbündeten Huronen, Petun (Tionontate) (im Südwesten), Neutrale (Attiwandaronon) (im Westen) und Wenro (östlichster Stamm der Neutrale, im Süden) nannten sich alle stammesübergreifend Wyandot oder Wendat („die Inselbewohner“) – wahrscheinlich hatten die dort lebenden Stämme den Eindruck, sie wohnten auf „Inseln“, da sie inmitten einer fluss- und seenreichen Landschaft fast stets von Wasser umgeben waren. Um sich innerhalb dieses Gebiets bewegen zu können, benutzten sie Birkenkanus.
Ihr Stammesgebiet nannten sie Wendake, dieses erstreckte sich (von Ost nach West) über ca. 880 km² im Süden Ontarios entlang der Südküste des Lake Simcoe (Ouentironk – „schönes Wasser“), der Georgian Bay, der Nottawasaga Bay (Algonkin: „Irokesen an der Flussmündung“) und des nach ihnen benannten Lake Huron (Karegnondi – „Frischwasser-See“, „großer See“). Manchmal werden die Huronen und Petun daher als eine Stammesgruppe betrachtet und als Wendat-Tionontate oder Huron-Petun bezeichnet. Ebenso wird eine starke sprachliche Ähnlichkeit zwischen den Erie (Erieronon) und den „Wendat“-Völkern berichtet.
Die Fremdbezeichnung „Huronen“ geht vermutlich auf die französische Bezeichnung „La Hure“ für den Kopf des Wildschweins und übertragen einen großen, struppigen Menschenkopf zurück, an den der Irokesenschnitt der Huronen die französischen Neuankömmlinge erinnerte.
Ursprünglich gab es schätzungsweise ca. 30.000 bis 40.000 Huronen (eventuell sind hierbei jedoch die Petun mit eingerechnet), doch durch Kontakt mit europäischen Händlern brachen verheerende Pocken- und Masernepidemien unter den Stämmen aus und vernichteten ganze Dörfer, Clans und Familien. Dies führte zur Destabilisierung der Gesellschaft der Huronen – zumal durch den Kontakt mit den Jesuiten die Huronen in zwei politisch-religiöse Fraktionen geteilt waren: Die sog. „Progressiven“ oder „Christliche Fraktion“ hatten das Christentum übernommen und sich in der Nähe der französischen Handelsposten angesiedelt; die sog. „Traditionalisten“ hielten an ihrer ethnischen Religion und Gebräuchen fest und versuchten sich dem Einfluss der Europäer zu entziehen. In äußerst verlustreichen Kämpfen gegen die Irokesen in den sog. Biberkriegen (1640–1701) um die Kontrolle des Pelzhandels wurden mehrere Dörfer der Huronen zerstört, die männliche Bevölkerung entweder umgebracht oder zusammen mit Frauen und Kindern verschleppt und adoptiert. Bald kämpften gefangene und zwischenzeitlich adoptierte ehemalige Huronen-Krieger in den Reihen der Irokesen gegen ihr eigenes Volk. Durch diese brutalen Kriegszüge brach die Bevölkerungszahl der Huronen schnell zusammen; ein Großteil der Huronen (die sog. „Traditionalisten“) schlossen sich den siegreichen Irokesen – Verbündeten der Briten – an, wurden adoptiert und siedelten unter den Westlichen Seneca (Verbündeten der Franzosen); nur eine Minderheit (die sog. „Progressiven/Christliche Fraktion“) floh zusammen mit den Jesuiten nach Neu-Frankreich. Ihre einstigen europäischen Verbündeten, die Franzosen, konnten schwer nachvollziehen, dass die Huronen es vorzogen, unter ihren indigenen Erzfeinden zu siedeln statt unter ihren weißen „Freunden“ – jedoch war dies ein Versuch der Huronen, trotz der vernichtenden Niederlage an ihrer Kultur und Religion festhalten zu können. Eine dritte „Anti-Irokesen“-Gruppe schloss sich den Petun an und floh westwärts nach Fort Michilimackinac an der Strait of Mackinac.
Die modernen Wyandot entstanden im späten 17. Jahrhundert aus dem Zusammenschluss der Überlebenden zweier ehemals bedeutender irokesischer Konföderationen – der „Wendat/Huronen-Konföderation“ sowie der „Tionontati/Petun-Konföderation“. Andere ebenfalls durch die Irokesen-Liga vertriebene und versprengte Gruppen schlossen sich dem sich neu organisierenden Stammesverband an; hierunter Mitglieder der einstigen „Neutrale-Konföderation“, der Wenro, der Erie, der Susquehannock sowie einiger kleinerer Algonkin- und Irokesen-Stämme. Unter der nun allgemein als „Wyandot/Wyandotte“ bekannten Ethnie bilden die Petun mit Abstand den größten Stamm und ihre Nachkommen bilden bis heute die Mehrheit der Wyandot, so dass heute die Kultur sowie die Wyandot-Sprache wahrscheinlich den Petun ähnlicher als den Huronen ist.
Die südlichen Wyandot-Gruppen mussten innerhalb der USA westwärts ziehen und wurden in Oklahoma angesiedelt, die nördlichen Gruppen ließen sich am Sankt-Lorenz-Strom in Kanada nieder. Heute gibt es drei anerkannte Stämme der Wyandot in den USA sowie eine First Nation der Wyandot in Kanada, die zusammen etwa 8000 Stammesmitglieder zählen.
1999 kam es zu einer Erneuerung der Wyandot-Konföderation, als sich in Midland, Ontario, die Führer der Wyandot Nation of Kansas, der Wyandotte Nation of Oklahoma, der Wyandot Nation of Anderdon und der Huronne Wendat von Wendake zusammenschlossen.

## Sprache
Melodie des Huron Carolⓘ
Jesuiten errichteten im 17. Jahrhundert Missionsstationen wie Sainte-Marie-au-pays-des-Hurons und LaJeune Lorette im Huronengebiet. Die Sprache der Huronen wurde durch den Jesuiten Pierre Potier Mitte des 18. Jahrhunderts untersucht. In seinen Elementa Grammaticæ Huronicæ aus dem Jahre 1745 gibt er für die Namensbildung zwei Anhaltspunkte: zum einen das Wort ahouénda, das sich auf ein Stück möglicherweise isolierten Landes bezieht, möglicherweise eine Insel, und zum anderen aouenda, das Stimme, Befehl, Sprache oder Versprechen bedeutet. Potier stellte fest, dass sich mit der Anfügung der Vorsilbe skaouendat eine Bedeutung im Sinne „die eine Stimme“ und gleichzeitig „die eine Insel“ ergibt. Diese Doppelbedeutung war seiner Meinung nach eine mögliche Erklärung für die Entstehung des Eigennamens.
Beispiele für andere durch jesuitische Schriften überlieferte, zentrale Begriffe sind Ondinnonk, ein unterbewusstes Verlangen, das sich durch einen entsprechenden Traum äußert, sowie Saokata für den Schamanen.
Weitere Beschreibungen gehen auf den Jesuiten Jean de Brébeuf zurück, so der erste Beleg für die bis heute stereotyp für Indianersprachen verwendete Interjektion Howgh. Brébeuf verfasste das älteste und bis heute verwendete kanadische Weihnachtslied Jesous Ahatonhia (Jesus, he is born) in huronischer Sprache. Dabei sind die Weisen aus dem Morgenland Häuptlinge von Nachbargebieten, die ihm als Geschenke Fuchsfelle und Biberpelze darbringen.
David Graeber und David Wengrow sahen im Zusammenleben der Wendat-Huronen einen wichtigen Einfluss auf die europäische Aufklärung.  Robbie Richardson (Princeton University) zeigt hingegen, dass die Sprachen der Wendat die Formulierung der Idee individueller Freiheit gar nicht ermöglichten.
Die Sprache der Wyandot ist seit den 1960er Jahren fast erloschen (→ siehe Irokesensprachen).

## Geschichte

### Die Wendat/Huronen-Konföderation vor der Ankunft der Europäer
Ursprünglich waren die Huronen und die anderen Wendat-Völker Teil des irokesischen Volkes, trennten sich aber von diesem und verbündeten sich mit Algonkin-Völkern. Wie die Irokesen lebten sie in Langhäusern und betrieben Landwirtschaft.
Die Konföderation bestand aus folgenden vier „Nationen“ bzw. Stämmen:
- Attinniaoenten oder Bear People (auch: Attignawantan, Attignaouentan, Attignousntan – „Volk des Bären“): Mit fast der Hälfte der Huronen-Bevölkerung waren sie der mit Abstand größte und mächtigste Stamm und lebten zwischen der Georgian Bay und dem Wye River; gegen 1640 bewohnten sie dreizehn Dörfer:
  - Southern Bear People/Südliche Attinniaoenten
  - Northern Bear People/Nördliche Attinniaoenten
- Hatingeennonniahak oder Cord People (auch: Attigneenongnahac, Attiguenongha – „Jene die Schnüre für Fischnetze fertigen“): zweitgrößter Stamm, lebten entlang der Mount St. Louis Ridge zwischen dem Sturgeon und dem Coldwater River, bewohnten drei Hauptdörfer.[9]
- Arendaenronnon oder Rock People (auch: Arendahronon – „Volk des liegenden Felsens“): östlichster Stamm, lebten an den Ufern des Lake Couchiching westwärts bis zum Coldwater River, bewohnten vier Dörfer, ihr Hauptdorf war Cahiague.
- Atahontaenrat oder Deer People (auch: Tahontaenrat, Scanonaerat, Scahentoarrhonon – „zwei weiße Ohren“, d. h. „Volk des Hirsches“): kleinster Stamm, lebten südöstlich der „Bear People“ in einem einzigen großen Dorf im Gebiet nördlich des Orr Lakes.
  - Ataronchronon oder People of the Bog („Volk des Moores, des Sumpfes“): wurden politisch nicht als vollwertiges Mitglied anerkannt und hatten somit kein eigenes Stimmrecht im Rat. Sie wurden während der Ratssitzung durch die „Bear People“ vertreten. Vermutlich handelt es sich hierbei um Clan-Mitglieder der „Northern Bear People“; später schlossen sich durch die Haudenosaunee versprengte flüchtende Wenrohronon (ab 1638) und Bands der Algonkin (ab 1644) an.

Im später als „Wendake“ oder „Huronia“ (heutiges Georgian Triangle im Süden Ontarios) bezeichneten Stammesgebiet der Wendat-Tionontate (Huron-Petun) siedelten zuerst (ca. 1300 bis 1420 n. Chr.) die Vorfahren der „Tionontate/Petun“ und die „Southern Bear People“ sowie die „Cord People“; die beiden Letzteren formten in dieser Zeit eine politische Allianz, die den Beginn der Wendat/Huronen-Konföderation bildete. Als Hauptstadt und Sitz des Ratsfeuers wurde Ossossane am Ufer der Nottawasaga Bay gewählt. Mit ca. 40 Langhäusern und 1.500 Bewohnern war es die größte Siedlung der „Bear People“ und überwiegend von Angehörigen der „Southern Bear People“ bewohnt. Ossossane lag entlang eines wichtigen Wegenetzes, das die Territorien der Wendat/Huronen und Tionontati/Petun verband.
Später (1420 bis 1550 n. Chr.) wanderten die „Northern Bear People“ vermutlich auf Grund Bevölkerungswachstums und hierdurch verursachter Krankheiten sowie Konflikten über die begrenzten Ressourcen zu und schlossen sich dort den „Southern Bear People“ an. Die beiden bildeten fortan eine politische Einheit und waren daher der größte und bedeutendste Stamm innerhalb der Konföderation. Sie verloren jedoch nie ihr Bewusstsein für ihre eigene Identität und sprachen stark voneinander abweichende Dialekte.
Während des Erstkontakts bis zur Zerstörung der Wendat/Huronen-Konföderation (ca. 1550 bis 1650 n. Chr.) wurden die Sankt-Lorenz-Irokesen aus dem östlichen Ontario vertrieben und südliche Gebiete der Vorfahren der Petun und Huronen verlassen. Offensichtlich migrierten Angehörige der „Rock People“ und „Deer People“, da die Jesuiten deren Ankunft im historischen „Wendake/Huronia“ ca. 50 Jahre vor der Ankunft der Missionare in der Georgian Bay registrierten. Es ist anzunehmen, dass die sprachlich verwandten „People of the Bog“ die Migration teilten – möglicherweise sogar die Vorhut waren, die sich zuerst den „Bear People“ und „Cord People“ anschloss. Die „Rock People“ traten ca. 1560–1590 der Konföderation bei, die „Deer People“ ca. 1570–1610. Eine weitere Entwicklung zu dieser Zeit war das starke Bevölkerungswachstum der Petun. Dies ist wahrscheinlich in irgendeiner Weise auf die „grausamen Kriege“ zwischen Huronen und Petun zurückzuführen, von denen den Jesuiten erzählt wurde, dass sie irgendwann in dieser Zeit stattgefunden haben. Es ist jedoch nicht klar, ob zuerst die Kämpfe stattfanden oder aber die Migration ganzer Stämme nach Norden diese auslöste. Jedoch könnte die Unterteilung der „Tionontati/Petun“ in zwei „Nationen“ (manchmal auch als Clans, Phratries oder Moieties gedeutet) – „Wolf People“ und „Deer People“ – andeuten, dass ein bedeutender Teil der zugewanderten „Deer People“ sich den „Tionontati/Petun“ und nicht den Huronen anschloss.
Jeder Stamm sandte Repräsentanten zum gemeinsamen Rat in Ossossane, in dem über Krieg und Frieden, Bündnisse sowie Handel und Jagd beraten wurde. Auf dem Höhepunkt ihrer Macht gehörten dem Rat der Huronen etwa 52 Mitglieder an.
Zu ihren Handels- sowie Bündnispartnern gehörten benachbarte, ebenfalls irokesisch-sprachige Völker, die politisch auch in „Konföderationen“ organisiert waren: die Petun (Tionontati) („Volk in den Hügeln/Bergen, d. h. der Blue Mountains“, zwei Nationen), die Neutral (Attiwandaronon) („Jene, die ein bisschen anders sprechen“, mindestens fünf Nationen), die Wenrohronon („Volk am Ort des schwimmenden Sumpfes/vom nassen Moos“, östlichster Stamm der Neutralen), die Erie (Erieronon oder Yenreshronon) („Volk mit langem Schwanz“, vier/fünf Nationen) und die Susquehannock (Andastoerrhonon) („Volk des schwarzen Dachfirsts“, neun führende Nationen) im Süden.
Zudem unterhielten sie enge Handelskontakte sowie politische und soziale Beziehungen zu den Algonkin-Völkern der Anishinabe, Odawa, Nipissing und weiteren algonkin-sprachigen Stämmen wie den Innu (damals Montagnais genannt) der Georgian Bay und des Ottawa River Valley. Mit diesen Nationen tauschten sie überschüssigen Mais, Bohnen und „indischen Hanf“ (aus dessen festen Bastfasern, die aus der inneren Rinde gewonnen werden, Kleidung, Stricke und Fischernetze hergestellt wurde) gegen Tabak und exotische Gegenstände wie einheimisches Kupfer, Catlinit und Muscheln (siehe: Muschelgeld) und Wampum.
Damit hatten sie von Westen, Norden und Süden die Irokesen-Liga eingekreist und setzten diese ökonomisch und militärisch stark unter Druck.

### Verbündete Frankreichs gegen Irokesen und Briten
Bald nach Ankunft der Franzosen, ihren langjährigen Verbündeten, erlangten sie eine beherrschende Stellung im Fellhandel. 1609 schlossen sie sich dem Militär- und Handelsbündnis an, das die Innu und Algonquin mit den Franzosen geschlossen hatten, indem sie an einer Razzia gegen den Mohikaner, ein Mitglied der Haudenosaunee-Konföderation, teilnahmen. Doch die Franzosen hatten sich hierdurch die mächtige Irokesen-Liga zum Feind gemacht, die sich im Covenant Chain zuerst mit den Niederländern und später mit den Briten verbündete und von den Europäern mit Waffen versorgt wurde. Dies gab den zahlenmäßig schwächeren Irokesen eine enorme militärische Schlagkraft gegenüber den sie umgebenden Stämmen.
Auf Grund der Konkurrenz unter den Stämmen im Pelzhandel hatten die Haudenosaunee/Irokesen-Liga sowie die Stämme im Gebiet der Großen Seen und des Ohio-Tales (einschließlich der Wendat) ihre Gebiete überjagt und waren gezwungen, die gefragten Pelze per Handel oder Krieg zu erlangen. Da die Irokesen-Liga aber nur von feindlichen Stämmen umgeben war, musste sie diese entweder unterwerfen oder damit rechnen, selbst zerstört zu werden. Dies führte angesichts schwindender Ressourcen Mitte des 17. Jahrhunderts zum Konflikt zwischen der Irokesen-Liga und den Briten einerseits sowie den Huronen, ihren indigenen Verbündeten und den Franzosen andererseits und eskalierte in den sog. Biberkriegen (Franzosen- und Irokesenkriegen) (1640 und 1701). Die Irokesen versuchten ihr Territorium auf das Gebiet der benachbarten Stämme, hauptsächlich Algonkin, auszudehnen, um so als Mittler im Fellhandel zwischen den Franzosen und den westlichen Stämmen auftreten zu können. Die Kriege waren auf beiden Seiten von extremer Brutalität geprägt und werden als eine der blutigsten Auseinandersetzungen in der Geschichte Nordamerikas betrachtet. Die Expansion der Haudenosaunee/Irokesen-Liga unter der Führung der Mohawk („Hüter des östlichen Tores“) und Seneca („Hüter des westlichen Tores“) und die Vertreibung der unterlegenen Stämme veränderte die Stammesgeographie im gesamten östlichen Nordamerika.
Erste Auseinandersetzungen hatte es bereits um den kulturell sowie materiell bedeutsamen Wampumhandel zwischen Mohawk und der mächtigen Mahican-Konföderation (fünf Stämmen entlang des Hudson River und dessen Nebenflüssen, des Mohawk und Hoosic River) gegeben. Als kurzfristig die Neuengland-Algonkin entlang der Atlantik-Küste militärisch gegenüber den nicht mit niederländischen Gewehren und stählernen Tomahawks ausgestatteten Irokesen die Oberhand gewannen, war Letzteren klar, dass sie direkte Handelskontakte mit den Holländern etablieren mussten, um waffentechnisch gleichzuziehen.
Um 1610 erreichten niederländische Händler das Tal des Hudson River (eine wichtige Handelsroute zu den Stämmen im Gebiet der Great Lakes sowie im Landesinnern), belieferten die Irokesen mit den gewünschten Waffen, um gemeinsam die Susquehannock im Süden zu bekämpfen, und vermittelten 1618 zwischen den verfeindeten Mohawk und Mahican einen Frieden. 1624 errichteten die Niederländer ihren ersten Handelsposten, das Fort Oranije (südlich des heutigen Albany, New York) in der Nähe der Mahican-Hauptstadt „Schodack/Shodac“ und begannen entlang des Flusslaufs ab 1626 ihre Kolonie Nieuw Nederland zu errichten. Zudem versuchten die Niederländer mittels Mahican-Mittelsmännern mit den im Norden und Nordwesten lebenden Algonkin-Stämmen ebenfalls Pelzhandel zu betreiben. Nun sahen sich die Irokesen von beiden Seiten durch gut bewaffnete Algonkin bedroht.
Allerdings hatten die Niederländer die durch das neu errichtete Fort Oranije leichter zu erreichenden Mohawk ebenfalls mit Gewehren bewaffnet, so dass die Auseinandersetzungen bald eskalierten. Die Irokesen-Liga bekämpfte (1624 bis 1628) die mächtige Mahican-Konföderation, um Zugang zum Handel mit den Niederländern zu bekommen. Nachdem die Mahican besiegt und ostwärts über den Hudson River vertrieben worden waren, stiegen die Mohawk zum wichtigsten Handelspartner der Niederländer (und später Briten) im Hudson Valley empor.
Etwa gleichzeitig (ca. 1626 bis 1630) begannen die Susquehannock die zahlreichen Lenni Lenape zu attackieren und vertrieben diese südwärts nach Delaware und New Jersey. Als Neuschweden (Nya Sverige) 1638 seine erste Siedlung am Delaware River errichtete, benötigten die Lenni Lenape von den Susquehannock die Erlaubnis, Verträge abzuschließen, da sie als Tributpflichtige nicht als souveränes Volk betrachtet wurden.
Die Huronen wurden (1635 bis 1640) durch mehrere Epidemien (Grippe, Masern und Pocken) stark dezimiert (manche Schätzungen reichen bis um die Hälfte) und vieler ihrer Anführer beraubt. Die Huronen ließen sich daher – nachdem die Engländer kurzfristig Québec erobert hatten (1629 bis 1632) – durch Jean Nicolet für einen Boykott der Engländer gewinnen. Währenddessen nutzten die Mohawk und Oneida ihre militärisch gestärkte Position, um vermehrt Attacken gegen die südlichen Verbündeten der Huronen, die Susquehannock, zu unternehmen, so dass Letztere immer mehr aufgerieben und geschwächt wurden.
Die zahlenmäßig unterlegenen Irokesen konnten erfolgreich die Huronen isolieren, indem sie zuerst deren indigene Verbündeten attackierten. Nach mehreren irokesischen Angriffen und Überfällen (1636 bis 1637) flüchteten verschiedene Algonkin-Stämme (1642 bis 1646) ins Upper Ottawa River Valley (einen der Haupthandelswege für den Absatz von Pelzen), und die Innu/Montagnais zogen sich ostwärts nach Québec zurück. Die Wenro und ihr Stammesgebiet wurden als erste von den Irokesen – unter Führung der Seneca – überrannt, gaben ihre Dörfer auf und flohen nordwärts über den Niagara River nach Ontario, wo ca. 600 Stammesmitglieder unter den Huronen Schutz fanden. Warum ihre indianischen Alliierten – die Neutrale und Erie – plötzlich die Wenro im Kampf gegen den gemeinsamen Feind im Stich gelassen hatten, ist nicht geklärt. Eventuell erhofften sich diese eine Schonung seitens der Irokesen.
Zu einer weiteren Eskalation an Gewalt trug bei, dass die Engländer das niederländische Handelsmonopol mit den Mohawk brechen wollten, indem sie Letzteren Feuerwaffen anboten. Im Gegenzug begannen die Niederländer nun die Irokesen in unbegrenzten Mengen mit Waffen und Munition zu versorgen. Die Franzosen gaben ihren Verbündeten mehr Waffen, aber diese waren im Allgemeinen minderwertig gegenüber niederländischen Waffen und wurden zunächst nur christlichen Konvertierten gegeben. Plötzlich waren die Irokesen viel besser bewaffnet als jeder andere Stamm (einschließlich der Franzosen).
Nun (ab 1640) konzentrierten die Irokesen ihre Attacken gegen die östlichen Dörfer der Huronen (da diese Wenro-Flüchtlinge beherbergten); bereits im Frühjahr 1635 hatten die Seneca den Huronen eine große Niederlage zugefügt. Die Algonkin und Innu/Montagnais wurden 1641 komplett von den Mohawk und Oneida aus dem Upper St. Lawrence Valley vertrieben, während im Westen die Seneca, Cayuga und Onondaga ihre Attacken insbesondere gegen die Huronen richteten. 1645 versuchten die Franzosen, mittels eines Friedensvertrags mit den Irokesen der Gewalt Einhalt zu gebieten – ohne jedoch die eigentliche Ursache, den Wunsch der Irokesen, direkt mit Huronen und Franzosen Felle zu handeln, lösen zu können. Sie verhielten sich beim Ausbruch erneuter Konflikte gegenüber den Irokesen und ihren einstigen indianischen Verbündeten neutral.
Nach zwei Jahren vergeblicher Verhandlungen organisierten 1647 die Irokesen massive Attacken ins Land der Huronen und zerstörten die Dörfer der Arendaenronnon („Rock People“). 1648 kämpfte sich eine 250 Mann starke Huronen-Kanuflotte über die Irokesenblockade nach Quebec. Während ihrer Abwesenheit drangen die Irokesen im Juli tief in Wendake ein, zerstörten das Missionsdorf St. Joseph und töteten den Jesuitenpriester. In koordinierten Winterangriffen im März 1649 griffen 2.000 Mohawk und Seneca-Krieger in zwei Stunden die Missionsorte St. Ignace und St. Louis an. Hunderte von Huronen wurden getötet oder gefangen genommen, während zwei weitere Jesuiten zu Tode gefoltert wurden. Zuvor hatten plötzlich und überraschend die Huronen jegliche Hilfe seitens der verbündeten Susquehannock abgelehnt, die während der Kriege stets den Huronen beigestanden hatten. Im Winter 1648/1649 wurden die Huronen von den Irokesen völlig überrannt, und in der Folgezeit brach ihr Widerstand abrupt zusammen. Als die Huronen ihre Hauptstadt Ossossane aufgaben, flohen die meisten von ihnen zu benachbarten Stämmen, viele hierunter zu den Erie.
Die Irokesen verlangten daraufhin, dass die Erie die Huronen an sie ausliefern sollten, was die Erie ablehnten. Daraufhin herrschte eine zweijährige extreme Spannung zwischen den beiden Völkern.
Andere Huronen hatten sich sofort ergeben und den siegreichen Irokesen angeschlossen, von diesen wurden sie alsbald – wie zuvor bereits gefangene Huronen – adoptiert und als vollwertige Mitglieder der Liga akzeptiert.

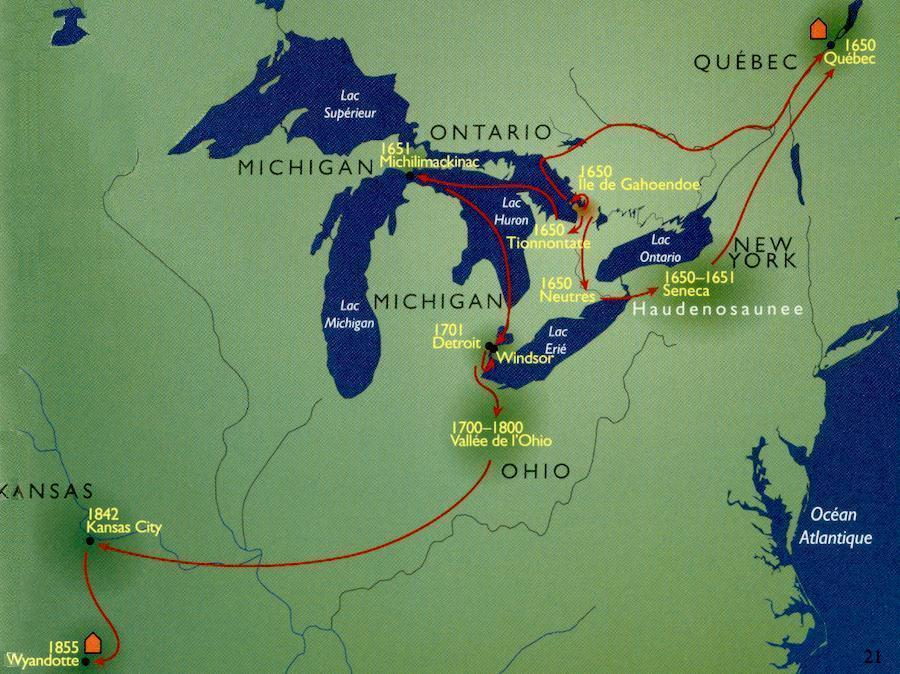
Wyandotte Nation

Den Petun erging es nicht besser, vor allem, als die Irokesen 1.000 gefangene Krieger inkorporierten. Als 1650 die westlichen Irokesen (Seneca, Cayuga und Onondaga) die Neutrale (Attiwandaronon) angriffen, traten die Susquehannock dem Krieg gegen die Irokesen bei.
Als jedoch die Mohawk zusammen mit den Oneida die Susquehannock 1651 angriffen, konnten diese den Neutralen (Attiwandaronon) nicht beistehen. Zudem versagten die Erie trotz der Auseinandersetzungen mit den Irokesen wegen der Aufnahme der Huronen-Flüchtlinge ihre Unterstützung. So dauerte es nicht lange, bis eine weitere, ehemals verbündete Nation der Huronen, die Attiwandaronon, besiegt und gegen 1655 fast vernichtet waren. Der sich abzeichnende Krieg der Erie gegen die westlichen Irokesen brach aus, nachdem alle 30 Botschafter der Erie während einer Friedenskonferenz von den Irokesen umgebracht worden waren.
Da die Franzosen nach den vernichtenden Siegen der Irokesen über die Huronen und Attiwandaronon machtlos waren und die Erie von 1653 bis 1656 nun allein gegen die westlichen Irokesen kämpfen mussten, waren die Susquehannock auf sich allein gestellt. Der Krieg gegen die Mohawk und Oneida dauerte noch bis 1656, bis die Susquehannock langsam den östlichen Nebenarm des Susquehanna River hinab ziehen mussten.
Die Erie konnten den Irokesen schwere Verluste zufügen, aber ohne Feuerwaffen waren sie dem Untergang geweiht. 1679 verschwanden die letzten großen eigenständigen Gruppen der Erie, 1680 hatten sie endgültig aufgehört zu bestehen. Sie hatten sich entweder den Huronen angeschlossen oder waren als versklavte Hilfstruppen der Irokesen in diesen aufgegangen.

### Ethnische Reorganisation als Wyandot
Die durch die Franzosen und Briten während des Pelzhandels und der Missionierung eingeschleppten Krankheiten (wie Masern und Pocken) hatten die Bevölkerungen der Huronen und ihrer Verbündeten (Wendat und Algonkin) schätzungsweise um ein Drittel bis um die Hälfte reduziert, die äußerst brutal geführten Biberkriege der Irokesen-Liga führten zudem zur Vernichtung ganzer Siedlungen, Flucht und Vertreibung innerhalb von „Wendake“ und Ernteausfällen, was wiederum zum Ausbruch von Seuchen unter der geschwächten Bevölkerung führte. Dieser äußere und innere Stress in den indigenen Gemeinschaften – die stark unter dem Einfluss der Jesuiten standen – führte bei den Huronen und ihren indigenen Alliierten zudem zu einer religiösen Identitätskrise. Die sog. „Traditionalisten“ unter den Huronen sprachen sich im Rat für eine Abkehr von den Franzosen und den Jesuiten aus, die „Progressiven/Christliche Fraktion“ argumentierte jedoch, dass nur die Feuerkraft und Unterstützung der Franzosen sowie des Christengottes den Huronen das Überleben sichern könnten.
Der größte Teil der sog. „Traditionalisten“, mindestens 3.000 Huronen, hatte sich während und nach ihrer Niederlage den Haudenosaunee angeschlossen. Diese „Traditionalisten“ (Großteil der „Rock People“ sowie die „Deer People“) errichteten ein separates Dorf unter den Westlichen Seneca (Verbündete Frankreichs, die „Östlichen Seneca“ waren Alliierte der Briten) und konnten lange ihre eigenständige Identität bewahren. Die ca. 1.000 Stammesangehörige der „Christlichen Fraktion“ (Großteil der „Bear People“, die „Cord People“ und einige „Rock People“) verließen 1649 die Missionsstation Sainte-Marie-au-pays-des-Hurons zusammen mit den Jesuiten und flohen nach Gahoendoe bzw. Christian Island in der Georgian Bay. Andauernde Überfälle der Irokesen und eine schlechte Nahrungsmittelversorgung führten jedoch dazu, dass den kommenden Winter wegen Hungers und Kälte nur noch ca. 300 Stammesangehörige überlebten. Die Mehrheit floh nach Norden und siedelte auf der Île d’Orléans im Mündungsbereich des Sankt-Lorenz-Stroms, etwa fünf km nordöstlich der Provinzhauptstadt Québec. Später schlossen sich ihnen weitere 300 Flüchtlinge an.
Den übrigen Huronen hatten sich zwischenzeitlich einige Überlebende der Petun angeschlossen. Zusammen verließen sie 1651 ebenfalls die Insel.
Um die seit 1653 andauernden Friedensverhandlungen mit den Irokesen erfolgreich zu beenden, überzeugten die Franzosen die Huronen der Île d’Orléans, sich ihren Feinden anzuschließen (die Auslieferung von geflüchteten Huronen hatten die Irokesen vehement als Grundlage des Friedensschlusses verlangt). Während der Jahre 1656–1657 zogen daher die „Rock People“ zu den Onondaga und einige der „Bear People“ zu den Mohawk, der Großteil der „Bear People“ und alle „Cord People“ weigerten sich jedoch und zogen zuerst nach Sillery (heute Teil von Quebec City) und später nach Jeune-Lorette/New Lorette (dem heutigen Wendake), wo sie heute noch leben.
Eine dritte Gruppe – meist als „anti-irokesisch“ bezeichnet (mehrheitlich „Traditionalisten“) – schloss sich den Petun an und floh westwärts nach Fort Michilimackinac an der Straits of Mackinac, dem Sitz des Ratsfeuers des Council of Three Fires („Rat der drei Feuer“). Diese Gruppe – überwiegend Petun – siedelte gegen 1650 entlang der Green Bay. Hier schloss sich ihnen ein Dorf der Odawa an. Bald zogen sie weiter bis zum Oberlauf des Mississippi, wurden jedoch von Dakota Sioux attackiert und mussten erneut fliehen: zuerst zur Chequamegon Bay, einer Bucht des Lake Superior, und 1671 zurück nach Michilimackinac. Im Jahr 1704 siedelten die Wyandot und Odawa im Gebiet von Detroit-Windsor nahe dem 1701 neu errichteten Fort Pontchartrain du Détroit.
Seit dieser Zeit (um ca. 1700) wurden die neu formierten Bands versprengter Völker (Überlebende der Petun, Neutrale, Wenro, Erie, Susquehannock sowie einiger kleinerer - namentlich nicht mehr identifizierbarer - Algonkin- und Irokesen-Stämme) von den Europäern nicht mehr Huronn(e), Hurons bzw. Huronen, sondern (insbesondere in den späteren USA) als Wyandot, Wyandotte oder Wendat bezeichnet, wodurch zum Ausdruck gebracht werden sollte, dass dieser Stamm nicht mehr identisch war mit der ursprünglichen „Wendat/Huronen-Konföderation“ und „Tionontati/Petun-Konföderation“.
Die verschiedenen Wyandot-Gruppen waren ab dieser Zeit während der Franzosen- und Indianerkriege (1689 bis 1763) treue Verbündete Neu-Frankreichs, danach kämpften sie meist auf der Seite der Briten im Kampf gegen die vorrückende amerikanische Frontier.
Die Wyandot waren in diesen Kämpfen jeweils ein militärisch und politisch bedeutsamer Teil der verschiedenen pan-indianischen Bündnisse oder Konföderationen im Kampf gegen die Siedler. Diese Bündnisse waren jedoch zu dieser Zeit meist nicht mehr auf Stammesebene organisiert, sondern es schlossen sich einzelne Dörfer verschiedener Stämme zusammen, um etwa für die Franzosen oder Briten, später für die Briten oder Amerikaner zu kämpfen. Zudem war es nicht ungewöhnlich, dass sich die Territorien und Mitgliedschaften der jeweiligen „Konföderationen“ überlappten, da die einzelnen Dorfgemeinschaften oftmals zwei (manchmal sogar drei) Bündnissen angehörten.
Die Wyandot waren allgemein als kriegerisch und wortgewandt bekannt und traten daher gegenüber den Europäern als eine der führenden Nationen (neben Lenni Lenape, Shawnee und Miami) der Stämme hervor.
Durch ihre Flucht nach Neu-Frankreich hatten sich die Wyandot von Jeune-Lorette/New Lorette den sog. Seven Nations of Canada (Mohawk: Tsiata Nihononwentsiake – „die Sieben Ratsfeuer“ oder „die Sieben Dörfer“) angeschlossen, einer seitens der Nördlichen Mohawk dominierten indianischen Allianz von sieben Dörfern entlang des Sankt-Lorenz-Stroms (von West nach Ost): Onondaga von Sawekatsi (Oswegatchie) (Ogdensburg in New York State), Mohawk von Akwesasne (St. Regis), Mohawk von Kahnawake, Mohawk und Anishinaabeg (Algonquin und Nipissing) von Kanesatake (Oka), Westliche Abenaki von Odanak (Saint Francis), Östliche Abenaki von Wôlinak (Teil von Bécancour) und Wyandot von „Jeune-Lorette (Wendake)“. Diese „Seven Nations of Canada“ oder „Sieben Dörfer“ hatten ihre Hauptstadt und ihr gemeinsames Ratsfeuer in Kahnawake und waren stark vom Katholizismus geprägt.
Zwischenzeitlich spalteten sich 1738 die Wyandot (Petun, Huron u. a.) von Detroit-Windsor erneut in zwei Fraktionen, da diese unterschiedliche Auffassungen in Bezug auf Handelskontakte und Preise für die eingebrachten Pelze hatten und dies zu Konflikten mit den Franzosen und Odawa führte (Letztere waren als Mittelsmänner und Händler unter den Stämmen bekannt). Eine Fraktion übersiedelte ans andere Flussufer von Detroit, die zweite Fraktion zog in den Nordwesten Ohios und errichtete am Sandusky River mehrere Dörfer, neben „Lower Sandusky“ auch „Upper Sandusky“ bzw. „Half-King's Town“ (benannt nach Dunquat, dem „Half-King“ der Wyandot; im Wyandot County, Ohio), sowie 1748 manche weiter ins Ohio Country (später Teil des Nordwestterritorium). „Upper Sandusky“ war die bedeutendste Stadt der Wyandot während des 18./19. Jahrhunderts, sie und die umliegenden Siedlungen wie „Captain Pipe's Town“ des Lenni-Lenape-Häuptlings Hobocan (Spitzname: „Tabakpfeife“, *ca. 1740; † 1818) und die „Detroit-Wyandot“ waren enge Verbündete der Briten von Fort Detroit. Sowohl die „Ohio-Wyandot“ als auch die „Detroit-Wyandot“ waren zudem Mitglied des Council of Three Fires (Anishinabe(g), Odawa und Potawatomi), einer mächtigen Koalition von algonkin-sprachigen Völkern, die wiederum mit der Wabanaki-Konföderation (Abenaki, Penobscot, Mi’kmaq, Passamaquoddy und Maliseet) verbündet war. Die Wyandot waren unter den „Council of Three Fires“ auch als Nii'inaawi-Naadawe/Nii'inaa-Naadowe bekannt („Naadawe/Nadowe (Irokesen) innerhalb unseres Stammesgebiets“), da viele Wyandot-Familien oder ganze Dörfer oft unter ihnen siedelten.
Im Siebenjähriger Krieg in Nordamerika (1754 bis 1763) kämpften die drei Wyandot-Gruppen – die „Wyandot von Jeune-Lorette (Wendake)“, die „Detroit Wyandot“ und die „Ohio Wyandot“ – zuerst für die Franzosen, schlossen sich nach dem Krieg dem Pontiac-Aufstand (1763 bis 1766) unter Führung des Odawa-Häuptlings Pontiac an, um die britische Vorherrschaft zu brechen, später kämpften sie im Amerikanischen Unabhängigkeitskrieg (1775 bis 1783) und im Britisch-Amerikanischen Krieg von 1812 an Seite der Briten gegen die Amerikaner. Ihre Nachkommen, die heute akkulturiert sind, leben in der Gegend von Windsor.
Im Vertrag von Greenville von 1795 traten die Wyandot unter ihren Häuptlingen Tarhe (1742–1818) und Leatherlips (1732–1810) als Teil der unterlegenen pan-indianischen „Western Confederacy“ ihre Landansprüche an die Vereinigten Staaten ab.
Darüber hinaus bestand die Gruppe in Ontario um 1760 nur noch aus etwa hundert Mitgliedern. Bis 1850 wuchs sie wieder auf rund 300 an. Diese Neufindung oder Neuidentifikation von Stämmen und Volksgruppen oder die Entstehung neuer Stämme war an der vorrückenden Frontier nichts Ungewöhnliches. Neben den Wyandot kann man auch die Seminolen sowie die Delawaren (Lenni Lenape) nennen.

## Heutige Gruppen der Wyandot
Heute gibt es vier Gruppen der Wyandot, eine First Nation in Ontario, Kanada, sowie drei Gruppen in den Vereinigten Staaten, von denen jedoch nur zwei auf Bundesebene als Stämme anerkannt sind:
- Nation Huronne-Wendat (vormals Huron of Jeune-Lorette, ihre Siedlung sowie das gleichnamige Reservat Wendake befindet sich innerhalb der Stadt Québec, etwa 3.000 Stammesmitglieder, einst Mitglied der Seven Nations of Canada oder Seven Nations of The Iroquois Confederacy, waren die sog. „Progressiven“ (Christen) und sind Nachfahren des Großteils der „Bear People“ und aller „Cord People“.)
- Wyandot Nation of Kansas (ein federally recognized Stamm, Verwaltungssitz ist 
Kansas City, etwa 400 Stammesmitglieder)
- Wyandotte Nation (vormals Wyandotte Nation of Oklahoma, ein federally recognized Stamm, Verwaltungssitz ist Wyandotte, Oklahoma, etwa 4.300 Stammesmitglieder)
- Wyandot Nation of Anderdon (Verwaltungssitz ist Trenton, Michigan, etwa 1.200 Stammesmitglieder)

## Literarische Bedeutung
Die Huronen sind durch die Lederstrumpf-Erzählungen von James Fenimore Cooper in die Literatur eingegangen. Dort werden sie als furchterregende, talentierte Krieger geschildert. Jedoch spielen diese Erzählungen im 18. Jahrhundert, während die militärische Macht und Bedeutung der Huronen schon im 17. Jahrhundert endete. Maßgeblich für Cooper war wohl, dass die Huronen als fidèle de France, also als den Franzosen gegenüber freundlich gesinnt galten. Johann Gottfried Seume beschreibt romantisierend in seinem Gedicht „Die Gastfreundschaft des Huronen“ die um den Huronsee lebenden Wyandot und ihre Lebensweise.

## Tourismus
Bekannt wurde der huronische Friedhof in Kansas City, heute als Denkmal eingetragen. Sein Erhalt trotz eines innerindianischen Konflikts um Verkauf und Neubebauung geht auf die indianischstämmige Juristin Lyda Conley und ihre Schwestern zurück, die 1909 seine Rettung unter landesweitem Aufsehen durchsetzten.

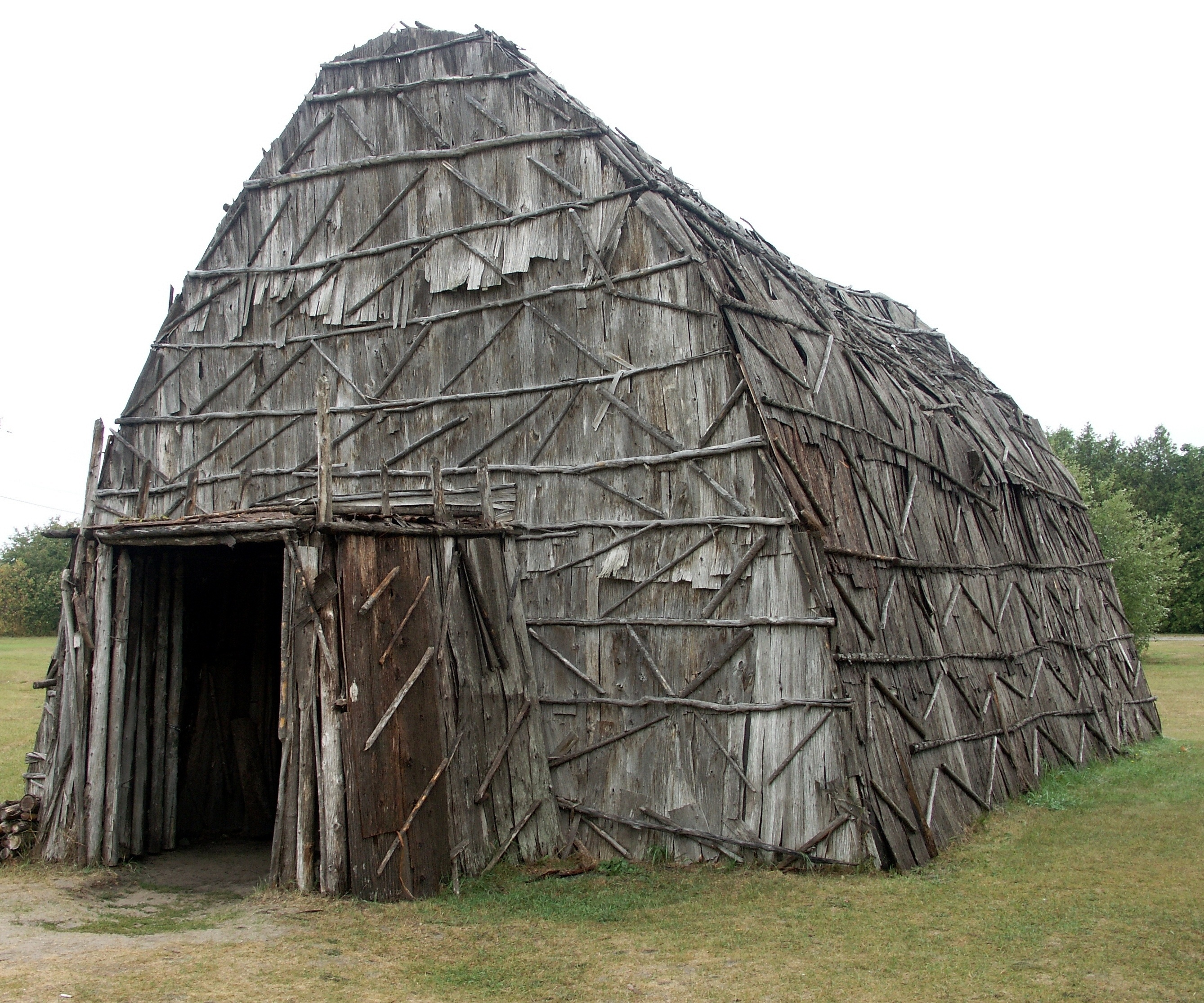
Huron-Langhaus (Rekonstruktion im Ojibwa-Museum in St. Ignace)

In Kanada wird zu touristischen Zwecken der Begriff „Huronia“ für das ehemalige Siedlungsgebiet der heutigen Wyandot verwendet. Neben der wiederaufgebauten jesuitischen Missionsstation Sainte Marie aux pays des Hurons, die von 1639 bis 1649 bestand, kann im Reservat Wendake bei Québec eine nachgebaute historische Siedlung besichtigt werden.